# سامهان
هان ما بقي وتعني مختار العشيرة اما الخان ما طرد من قطيعه وكون قطيع لنفسه و خانه 
سامهان هي إحدى فترات التاريخ الكوري (أيضاً: ممالك كوريا الثلاث البدائية). هذه الفترة ضمت ثلاث كونفدراليات هي كونفدرالية ماهان، وكونفدرالية جنهان، وكونفدرالية بيونهان، وتقع هذه الكونفدراليات في الجزء الجنوبي من شبه الجزيرة الكورية واستمرت من القرن الأخير قبل الميلاد إلى القرن الأول بعد الميلاد. اثنتان من الكونفدراليات دخلتا ضمن مملكتين من ممالك كوريا الثلاث بحلول القرن الرابع الميلادي. فترة سامهان تعتبر في العادة تقسيماً فرعياً لفترة الممالك الثلاث.
سام (三) هي كلمة صينية كورية تعني «ثلاثة»، وهان هي كلمة كورية تعني «عظيم» (يربطها البعض بكلمة «خان» المستعملة في وسط آسيا للقادة). تكتب الهان بالصينية بعدة أشكال منها 韓، و 幹، و 刊، ولكنها لا تمت بصلة لهان الصين والممالك الصينية والسلالة المسماة هان (漢، و 韓). ما تعني «الجنوب»، وبيون تعني «المشع»، وجن تعني «الشرق». أسماء الكونفدراليات هذه تعكس الاسم الحالي لكوريا الجنوبية، وهو دايهان منغك (حرفياً: دولة شعب الهان العظيمة).
يعتقد أن سامهان تشكلت في وقت سقوط غوجوسون في الشمال الكوري في سنة 108 قبل الميلاد، في نفس الوقت الذي اختفت فيه دولة جن من السجلات المكتوبة. بحلول القرن الرابع سيطرت بايكتشي على أراضي ماهان، وسيطرت شلا على أراضي جنهان، وسيطرت كونفدرالية غايا على أراضي بيونهان، ولكن غايا سقطت في يد شلا.

## الهان الثلاثة
تعتبر دول سامهان كونفدراليات ممتدة ومكونة من دول قرى مسورة. والظاهر أن لكل قرية كان يوجد نخبة حاكمة، وقوتها مستمدة السياسات والشامانية. مع أن كل دولة كان يبدو لها حاكمها الخاص إلا أنه لا يوجد أي دليل على وجود نظام الخلافة فيها.
اسم دولة جن التي لا يعرف عنها الكثير ظل مستخدماً من قبل كونفدرالية جنهان، كما أن «بيونجن» هو اسم آخر لبيونهان. أيضاً فإن قائد ماهان استمر بإطلاق لقب ملك جن على نفسه مؤكداً بشكل رمزي أنه سيد كونفدراليات سامهان كلها.
كانت كونفدرالية ماهان أكبر الكونفدراليات وأولها تطوراً من بين دول الهان الثلاثة. تكونت ماهان من 54 دويلة صغيرة، إحداها هي بايكتشي التي سيطرت على بقية الدويلات. يعتقد أن ماهان كانت تقع في الجنوب الغربي من شبه الجزيرة الكورية وتضم أراضيها مقاطعات جولا، وتشنغتشونغ، وأجزاء من غيونغي.
تكونت كونفدرالية جنهان من 12 دويلة، إحداها سيطرت على البقية وأصبحت مملكة شلا. يعتقد أن الموطن الأصلي للكونفدرالية يقع في الشرق من وادي نهر ناكدونغ.
تكونت كونفدرالية بيونهان من 12 دويلة، والتي كونت فيما بعد كونفدرالية غايا ثم سقطت في يد شلا. يعتقد أن الموطن الأصلي للكونفدرالية كان في الجنوب والغرب من وادي نهر ناكدونغ.